# طوني دوو
طوني دوو (بالإنجليزية: Tony Dow)‏ هو منتج أفلام ومخرج وممثل أمريكي، ولد في 13 أبريل 1945 بهوليوود في الولايات المتحدة.

## أعمال

### مسلسلات
- ليف إت تو بيفر

## وصلات خارجية
- طوني دوو على موقع IMDb (الإنجليزية)
- طوني دوو على موقع ألو سيني (الفرنسية)
- طوني دوو على موقع أول موفي (الإنجليزية)
- طوني دوو على موقع قاعدة بيانات الأفلام السويدية (السويدية)
- طوني دوو على موقع إن إن دي بي (الإنجليزية)
- طوني دوو على موقع قاعدة بيانات الفيلم (الإنجليزية)
- طوني دوو على موقع كينوبويسك (الروسية)